# Aleksandr Kokariew
Aleksandr Akimowicz Kokariew (ros. Александр Акимович Кокарев, ur. 18 sierpnia 1909 w Aleksandrowsku (obecnie Zaporoże), zm. 8 marca 1991 w Moskwie) – radziecki działacz partyjny i państwowy, przewodniczący Państwowego Komitetu ZSRR ds. Rezerw Materiałowych (1978-1980).
1930 ukończył technikum przemysłowe w Zaporożu, pracował w fabryce „Kommunar”, zaocznie studiował w Zaporoskim Instytucie Przemysłowym. 1932-1941 kierownik grupy przygotowującej produkcję, kierownik wydziału kontroli technicznej, zastępca szefa i szef warsztatu mechanicznego w fabryce „Kommunar”. Od 1938 członek WKP(b). 1941-1945 kierownik produkcji, zastępca dyrektora fabryki „Kommunar” ewakuowanej do Krasnojarska. 1945-1946 zastępca sekretarza Komitetu Miejskiego WKP(b) w Krasnojarsku, 1946-1950 dyrektor fabryki kombajnów samobieżnych w Krasnojarsku, 1950-1954 I sekretarz Komitetu Miejskiego WKP(b)/KPZR w Krasnojarsku, 1954-1958 II sekretarz, a od 21 lutego 1958 do 28 kwietnia 1969 I sekretarz Krasnojarskiego Krajowego Komitetu KPZR (z przerwą od 6 grudnia 1962 do 26 grudnia 1964). W okresie grudzień 1962 - styczeń 1963 przewodniczący Biura Organizacyjnego Krasnojarskiego Krajowego Komitetu KPZR ds. produkcji rolnej. Od stycznia 1963 do 26 grudnia 1964 I sekretarz Krasnojarskiego Krajowego Komitetu Rolniczego KPZR. 1969-1978 dyrektor Głównego Zarządu Państwowych Rezerw Materiałowych przy Radzie Ministrów ZSRR, a 1978-1980 przewodniczący Państwowego Komitetu ZSRR ds. Rezerw Materiałowych. 1961-1981 członek KC KPZR. Deputowany do Rady Najwyższej ZSRR od 5 do 10 kadencji. Od grudnia 1980 na emeryturze. Pochowany na Cmentarzu Kuncewskim w Moskwie.

## Odznaczenia
- Order Lenina (czterokrotnie)
- Order Rewolucji Październikowej
- Order Wojny Ojczyźnianej I klasy
- Order Czerwonej Gwiazdy